# Mussunzinho
Antônio Carlos Santana Bernardes Gomes Júnior (Rio de Janeiro, 3 de julho de 1993), mais conhecido como Mussunzinho, é um ator brasileiro. A partir de 2005, ele passou a utilizar o  nome artístico Mussunzinho, em referência ao nome do pai, o humorista Mussum.

## Carreira
Foi descoberto em 2002 pelo programa de televisão A Casa É Sua, da Rede TV!, apresentado pela jornalista Sônia Abrão. Na época, o ator passava por problemas de saúde e sua mãe tentava conseguir o reconhecimento da paternidade do humorista Mussum, para arcar com as despesas do tratamento do filho. Em 2005, a autora de telenovelas Glória Perez convidou Mussunzinho para fazer um papel em sua novela América. Em 2009, participou da novela Caminho das Índias, contracenando com a atriz Neusa Borges, que fizera sua mãe. Em 2010, foi convidado para ser um dos apresentadores da TV Globinho. Em 2014, foi destaque na novela Malhação, interpretando Wallace Batista.
Em 2017, foi creditado como Antonio Carlos Bernardes na abertura de A Força do Querer e como Mussunzinho em Os Suburbanos.
No dia 9 de setembro de 2021, Mussunzinho foi confirmado como um dos vinte e dois participantes da décima terceira temporada do reality show  A Fazenda da RecordTV, sendo o segundo eliminado da competição em uma roça contra Bil Araújo e Dayane Mello com 23,52% dos votos para ficar.
No dia 27 de abril de 2022, Mussunzinho, junto da sua esposa Karoline Menezes, foram confirmados como um dos treze casais participantes da sexta temporada do reality show Power Couple Brasil da RecordTV.

## Filmografia

### Televisão
| Ano     | Título                             | Personagem                    | Nota                                   |
| ------- | ---------------------------------- | ----------------------------- | -------------------------------------- |
| 2005    | América                            | Victor Gomes (Farinha)        |                                        |
| 2007    | Amazônia, de Galvez a Chico Mendes | Dico                          |                                        |
| 2007    | Sítio do Picapau Amarelo           | Benjamin                      | Episódio: "A Nova Reforma da Natureza" |
| 2007    | Carga Pesada                       | Caio                          | Episódio: "Chora Cuíca"                |
| 2006    | Malhação                           | Entregador                    | Episódio: "18 de maio"                 |
| 2009    | Caminho das Índias                 | Maícon de Souza               |                                        |
| 2010    | TV Globinho                        | Apresentador                  |                                        |
| 2012    | Salve Jorge                        | Sidney Feliciano da Silva     |                                        |
| 2013    | O Negócio                          | Cliente                       | Episódio: "Visão"                      |
| 2014–15 | Malhação Sonhos                    | Wallace Batista (Negão)       | Temporada 22                           |
| 2016    | A Terra Prometida                  | Bomani                        |                                        |
| 2017    | Sob Pressão                        | Wesley                        | Episódio: "1 de agosto"                |
| 2017    | A Força do Querer                  | Luiz Augusto Santos (Guto)    |                                        |
| 2017–18 | Os Suburbanos                      | Cauã                          | Temporadas 3–4                         |
| 2018    | Impuros                            | Zeca                          | Episódio: "1"                          |
| 2019    | Bom Sucesso                        | Leonel Madeira (Léo)          |                                        |
| 2020    | Tô de Graça                        | Cleber                        | Episódio: "Laticínios"                 |
| 2021    | A Fazenda                          | Participante (19º lugar)      | Temporada 13                           |
| 2022    | Power Couple Brasil                | Participante (Vice-campeão)   | Temporada 6                            |
| 2023    | Reis                               | Rimmon, Príncipe dos Amonitas | Temporada 7                            |

### Cinema
| Ano  | Título                      | Papel              | Nota           |
| ---- | --------------------------- | ------------------ | -------------- |
| 2006 | Didi, o Caçador de Tesouros | Juca               |                |
| 2007 | Falar Dói                   | Joãozinho          | Curta-metragem |
| 2013 | Sue - Turbulenta Aberração  | Michael            | Curta-metragem |
| 2017 | Roads to Olympia            | Manuel             |                |
| 2023 | Mussum, o Filmis            | Amigo de Carlinhos |                |

## Prêmios
| Ano  | Categoria         | Festival        | Trabalho | Notas  |
| ---- | ----------------- | --------------- | -------- | ------ |
| 2005 | Melhor Ator Mirim | Melhores do Ano | América  | Venceu |